# Salz (Freiensteinau)

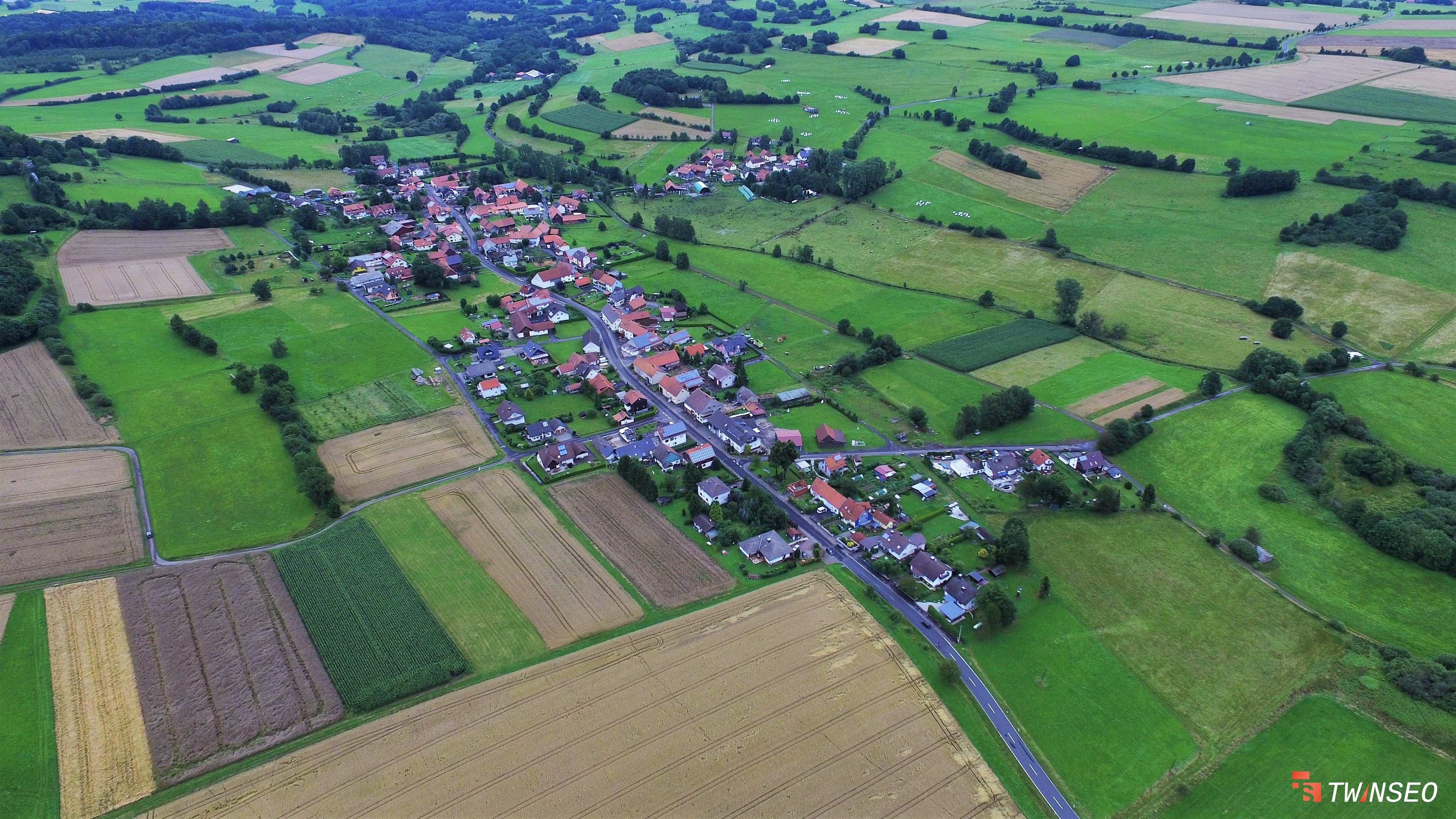
Luftbild von Salz

Salz ist ein Ort in der Gemeinde Freiensteinau im Vogelsbergkreis in Osthessen im Bundesland Hessen in der Bundesrepublik Deutschland.

## Geografie
Salz liegt an den südlichen Ausläufern des Vogelsbergs. Salz grenzt im Norden an den Ort Ober-Moos, im Osten an den Ort Freiensteinau, im Süden an den Ort Radmühl und im Westen an den Ort Lichenroth.

## Ortsgeschichte

### Mittelalter
Die urkundliche Ersterwähnung von Salz geschieht zwischen 863 und 889. Niedergeschrieben ist dies in einem Kopiar des Klosters Fulda aus der Zeit um 1160: „in Salzaha“. 1383 heißt es „Saltza“.
Am 29. Oktober 1384 wird „Salcza“ urkundlich mit anderen Orten der Umgebung aufgezählt. Bingel von Heroldes wird von dem fuldischen Abt Friedrich I. von Romrod mit Gütern „zu Grebinhain, zu Radmolen, zu Mase, zu Fryensteyn, zu Salcza“ belehnt. Auf einer Karte von 1582 steht der Ortsname „Sallcz“.
Der Ortsname basiert auf einem Gewässernamen, dessen salziger Geschmack hier betont wird. Das Grundwort beruht auf dem Althochdeutschen „aha“, was „fließendes Wasser“ bedeutet.

### Neuzeit
Der Ort gehörte zur Herrschaft Riedesel. Hier galten die Riedesel’schen Verordnungen aus dem 18. Jahrhundert als Partikularrecht. Das Gemeine Recht galt nur, soweit diese Verordnungen keine Bestimmungen enthielten. Dieses Sonderrecht behielt theoretisch seine Geltung auch während der Zugehörigkeit zum Großherzogtum Hessen im 19. Jahrhundert, in der gerichtlichen Praxis wurden aber nur noch einzelne Bestimmungen angewandt. Das Partikularrecht wurde zum 1. Januar 1900 von dem einheitlich im ganzen Deutschen Reich geltenden Bürgerlichen Gesetzbuch abgelöst.
Am 31. Dezember 1971 wurde der Ort in die Gemeinde Freiensteinau eingegliedert.

## Politik
Ortsvorsteher ist Björn Hommer.

## Persönlichkeiten
- Christoph Muth (1830–1904), Bürgermeister von Salz